# El último pasajero (Uruguay)
El último pasajero es un programa de televisión uruguayo estrenado el 3 de julio de 2022 por Teledoce. Presentado por Camila Rajchman y Jorge Echagüe, se trata de una adaptación del formato argentino homónimo.
La realización de una adaptación uruguaya del formato creado por Guido Kaczka fue anunciada a fines de abril de 2022. Se trata del estreno en la conducción de Camila Rajchman, quien saltó a la fama como vocalista de Rombai, y que se había desempeñado como movilera del magacín matutino, Desayunos informales. En el programa, el cual es grabado en Argentina, tres grupos de estudiantes liceales compiten en diferentes juegos para ganar un viaje con todo pago a San Carlos de Bariloche, de la mano de la empresa Travel Rock.

## Formato
En el programa participan tres equipos (azul, verde y rojo) de estudiantes de 13 y 14 años de una institución educativa diferente. Un integrante de cada equipo es el capitán, quien desde el ómnibus toma las decisiones y tiene la posibilidad de interponer a otro equipo los llamados "frenos". El resto de los integrantes deben someterse a diferentes pruebas a las que son designados, con el objetivo de subir al ómnibus y así sumar pasajeros.

## Equipo

### Conducción
- Camila Rajchman
- Jorge Echagüe

### Asistentes
- Joaquín Colina[10]
- Agustina Varela[10]
- Facundo Garello[10]